# Innsbruck-Land
Innsbruck-Land é um distrito da Áustria no estado do Tirol.

## Cidades e Municípios
O distrito de Innsbruck-Land possui 63 municípios, um com estatuto de cidade (Stadtgemeinde),  Hall in Tirol, e sete com estatuto de mercado (Marktgemeide) (populações em 1/1/2010):
| Cidade: - Hall in Tirol (12.517) Mercados: - Matrei am Brenner (3.475) - Rum (8.825) - Steinach am Brenner (3.340) - Telfs (14.538) - Völs (6.561) - Wattens (7.604) - Zirl (7.524) Municípios: - Absam (6.688) - Aldrans (2.150) - Ampass (1.624) - Axams (5.504) - Baumkirchen (1.162) - Birgitz (1.274) - Ellbögen (1.082) - Flaurling (1.195) - Fritzens (2.025) - Fulpmes (4.069) - Gnadenwald (715) - Götzens (3.834) - Gries am Brenner (1.275) - Gries im Sellrain (580) - Grinzens (1.307) - Gschnitz (425) - Hatting (1.172) - Inzing (3.470) - Kematen in Tirol (2.560) - Kolsass (1.495) - Kolsassberg (754) - Lans (926) - Leutasch (2.168) - Mieders (1.728) - Mils (4.087) - Mutters (2.000) - Natters (1.918) - Navis (1.962) | - Neustift im Stubaital (4.522) - Oberhofen im Inntal (1.678) - Obernberg am Brenner (360) - Oberperfuss (2.805) - Patsch (1.012) - Pettnau (899) - Pfaffenhofen (1.074) - Polling in Tirol (941) - Ranggen (954) - Reith bei Seefeld (1.152) - Rinn (1.623) - Scharnitz (1.324) - Schmirn (890) - Schönberg im Stubaital (1.002) - Seefeld in Tirol (3.058) - Sellrain (1.351) - Sistrans (2.015) - St. Sigmund im Sellrain (174) - Telfes im Stubai (1.473) - Thaur (3.745) - Trins (1.270) - Tulfes (1.411) - Unterperfuss (207) - Vals (558) - Volders (4.305) - Wattenberg (725) - Wildermieming (831) |

|  |